# 2019 год в России
Год театра в России.

## Январь
- 14 января — В городе Шахты Ростовской области прогремел взрыв газа в жилом доме. Погибло 5 человек[2].

## Февраль
- 8 февраля — Государственная программа развития оборонно-промышленного комплекса продлена с 2025 года по 2027 год[3].
- 11 февраля — В Магаданской, Пензенской, Рязанской, Тульской, Ульяновской и Ярославской областях, а также в Чечне начато поэтапное отключение аналогового телевещания[4].

## Март
- 2—12 марта — XXIX зимняя Универсиада (Красноярск)[5].
- 18 марта — Запуск Таврической и Балаклавской ТЭС.

## Май
- 5 мая — Крушение SSJ 100 при посадке в аэропорту Шереметьево в Москве. Погиб 41 человек[6].

## Июнь
- 5 июня — В Тульской области запущен автомобильный завод «Haval»[7].
- 18 июня — Прорыв дамбы в городе Тулун Иркутской области. Погибли 26 человек[8].

## Июль
- 1 июля — Пожар на АС-31. Погибли 14 моряков.

## Август
- 8 августа — Инцидент в Нёноксе[9][10]
- 15 августа — Аварийная посадка A321 на кукурузное поле под Жуковским.
- 27 августа — Открытие авиасалона МАКС-2019.

## Сентябрь
- 8 сентября — Единый день голосования.

## Ноябрь
- 1 ноября — Вступил в силу закон о «суверенном интернете»[11][12]
- 14 ноября — Стрельба в Амурском колледже строительства и ЖКХ. Погибли 2 человека, включая стрелка, 3 ранены[13].

## Декабрь
- 2 декабря — Запущен газопровод «Сила Сибири»[14][15]
- 9 декабря — WADA на 4 года отстранила Россию от крупных соревнований[16].
- 23 декабря — Запуск железнодорожного сообщения по Крымскому мосту[17].

## Умерли
- 3 февраля — Децл, российский рэп-исполнитель[18][19].
- 1 марта — Жорес Алфёров, советский и российский учёный-физик, лауреат Нобелевской премии по физике[20].
- 9 марта — Владимир Этуш, советский и российский актёр театра и кино, народный артист СССР[21].
- 16 марта — Юлия Началова, советская и российская певица, актриса и телеведущая[22][23].
- 3 апреля — Алексей Булдаков, советский и российский актёр театра и кино, народный артист России[24].
- 11 октября — Алексей Леонов, советский лётчик-космонавт, первый человек в мире, вышедший в открытый космос, дважды Герой Советского Союза[25].
- 10 декабря — Юрий Лужков, советский и российский государственный и политический деятель, 2-й мэр Москвы, умер в Мюнхене[26].